# 마르코의 복음서 16장
마르코 복음서 16장은 마르코 복음서의 결말이다. 1절부터 20절까지로 이루어져 있다.
1절에서 8절까지는 두 마리아가 예수의 안식 후 첫날에 찾아갔더니 무덤이 비어있는 것을 발견하고 두려워한다. 오래된 사본들은 1장에서 8장으로 끝나는 경향이 있다. 그 뒤의 내용이 20절까지 이어진 것을 긴 끝맺음으로 부르는데 예수의 부활과 부활한 예수가 그분의 제자들에게 선교활동을 명령하는 이야기가 자세하게 나와 있다. 9~20절의 내용은 일부 사본에만 있다. 성서학자들은 빈 무덤 이야기(마르코 복음서 16:1-8)다음에 나오는 이야기들을(마르코 복음서 16:9-20) 나중에 덧붙여진 이야기라고 이해한다. 실제로 한글 성경에는 마르코 복음서의 빈 무덤 이야기 다음에 나오는 이야기들이 후대 사본에 추가되었다는 뜻으로 괄호 또는 주석에 언급된다.
일부 문서는 또 다른 내용을 가지고 있다. 14세기에 발견된 문서는 14절과 15절 사이에 다른 내용을 가지고 있으며, 9절부터 20절을 대신하는 또다른 짧은 결말을 가진 사본이 있다.

## 본문

### 본문 증거
16장을 포함하는 주요 초기 사본은 다음과 같다:
- 코덱스 바티카누스 (325-350년, 1-8절)
- 코덱스 시나이티쿠스 (330-360년, 1-8절)
- 코덱스 베재 (-400년, 1-20절)
- 코덱스 알렉산드리아누스 (400-440년, 1-20절)
- 코덱스 에프래미 레스크립투스 (-450년, 1-20절)

## 1-8절 (빈 무덤)

### 1절
안식일이 지나매 막달라 마리아와 야고보의 어머니 마리아와 또 살로메가 가서 예수께 바르기 위하여 향품을 사다 두었다가 (개역한글)
프랭크 진들러는 '달마누타'와 같은 원시 판본들의 지명이 필사자들에 의해 '막달라'와 비슷한 이름으로 변경되는 과정에 대해 다음과 같이 말했다: || 이른바 전승된 본문들과 일치하지 않는 중요한 원시 판본이 많은 코덱스 베재에서 달마누타 대신 멜레가다라는 이름을 사용한다는 점은 흥미롭다. 본문 여백에는 이미 후대의 필사자가 '멜레가다'—'마가다'라는 단어로 바뀐—를 '막달라'와 비슷한 단어로 바꾸는 방법을 설명하는 지침이 남아있다. "g 뒤에 dal을 삽입하고 da를 지우라." 우리는 스타의 고향이 탄생하는 순간을 목격하고 있는 것 같다. ||
피터 커비는 안식일 다음 새벽에 상점이 문을 열었을 가능성은 거의 없었으며, 시신에 기름을 바르는 유대 관습도 없었다고 주장한다.
존 도미닉 크로산에 의하면 16:1은 예수의 제자들의 믿음이 부족하다는 마르코의 복음서의 주제를 반영한다. 예수가 자신이 부활할 것이라고 말했음에도, 여성 제자들은 부활에 대한 관심 없이 향품을 샀다.

### 2절
안식 후 첫날 매우 일찌기 해 돋은 때에 그 무덤으로 가며 (개역한글)
얼 도허티는 이 구절을 호세아 6:1-2와 연결시켰다. 
리처드 캐리어는 이 구절을 시 24편과 연결시켰다. 캐리어는 마르코가 시 22편에서 십자가 장면을, 23편에서 음부 강하 장면을, 24편에서 부활 장면을 사용했다고 주장한다. 또한 캐리어는 열왕기하 2:17과 연결시켰다. 
크로산 과 로버트 M. 프라이스는 유대교 전통에 따르면 사람이 사망한지 사흘 후에 생사 확인을 위해 시신을 검사하러 묘지에 갈 수 있었다고 주장했다. 

### 3절
서로 말하되 누가 우리를 위하여 무덤 문에서 돌을 굴려 주리요 하더니 (개역한글)
캐리어는 이 구절(a pokylisei…ton liton)이 칠십인역 창세기 29:8의 한 문구(apokylisôsin ton liton)를 가져왔다고 주장했다.
에이모스 클로너는 발견된 제2성전기 무덤의 98%가 직사각형 바위로 막혀있기 때문에, 역사적으로 예수의 무덤이 원형 모양의 바위로 막혀 있었을 가능성은 거의 없다고 주장했다.
카렐 한하트는 이 구절을 창세기 29:3과 연결시켰다. 

### 4절
눈을 들어본즉 돌이 벌써 굴려졌으니 그 돌이 심히 크더라 (개역한글)
캐리어는 이 구절을 역대하 16:14와 연결시켰다. 

## 견해
마르코 복음서의 16장 결말에 대해서는 여러 견해가 있다.
1. 마르코가 일부러 8절에서 끝냈고 후대의 사람이 이상하다고 여겨서 가필했다.
2. 마르코가 8절에서 끝내려고 하지 않았지만 다 마치지 못하고 죽었고 뒤의 사람이 완성했기 때문에 문체가 다르다.
3. 원래의 결말이 유실되었다.[16]

## 주해
1. ↑  호세아 6:1-2. "오라 우리가 여호와께로 돌아가자 여호와께서 우리를 찢으셨으나 도로 낫게 하실 것이요 우리를 치셨으나 싸매어 주실 것임이라. 여호와께서 이틀 후에 우리를 살리시며 제 삼일에 우리를 일으키시리니 우리가 그 앞에서 살리라." (개역한글)
2. ↑  시 24:3. "여호와의 산에 오를 자 누구며 그 거룩한 곳에 설 자가 누군고;" 24:7. "문들아 너희 머리를 들찌어다 영원한 문들아 들릴찌어다 영광의 왕이 들어 가시리로다." (개역한글)
3. ↑  왕하 2:17. "무리가 저로 부끄러워하도록 강청하매 보내라 한지라 저희가 오십인을 보내었더니 사흘을 찾되 발견하지 못하고." (개역한글)
4. ↑  || 예수의 부활에 대해 말한 사람들은 "사흘 후" 또는 "사흘째 되는 날"이라고 주장했다. 당시 유대 전통에서는 애도뿐만 아니라 그 사람이 확실히 죽었는지 확인하기 위해 무덤을 방문하는 것이 관습이었다. 그렇기 때문에 예수는 "나사로가 이미 나흘 동안 무덤에 있었으니,"(요 11:17) 즉 나사로가 확실하게 죽었을 때까지 기다렸다. 따라서 유대 기독교인들이 사흘 후 또는 사흘째 되는 날에 예수의 부활에 대해 말했을 때, 그들은 예수가 정말 그리고 진정으로 죽었다고 주장한 것이다. ||
5. ↑  [...] "미쉬나와 연결되는 미드라쉬 랍바의 여러 구절은 죽은 자에 대한 유대인의 이해 전반에 걸쳐 사흘째 모티프가 잠재되어 있었음을 시사한다. [...] 따라서 영혼이 사흘 안에 육체와 재결합하는 것이 가능하다고 여겨졌지만, 사흘째 되는 날 영혼이 육체가 썩어가고 있다는 것을 깨닫고 떠났기 때문에 더 이상[의 날]은 불가능했다." [...]
6. ↑  창세 29:3. "모든 떼가 모이면 그들이 우물 아구에서 돌을 옮기고 양에게 물을 먹이고는 여전히 우물 아구 그 자리에 돌을 덮더라." (개역한글)
7. ↑  역대하 16:14. "다윗성에 자기를 위하여 파 두었던 묘실에 무리가 장사하되 그 시체를 법대로 만든 각양 향재료를 가득히 채운 상에 두고 또 위하여 많이 분향하였더라." (개역한글) '심히 큰/많이'를 의미하는 스포드라 메가스(σφόδρα μέγας)와 '향료/향재료'를 의미하는 아로마타(ἀρώματα)가 두 구절에서 쓰인다.

## 같이 보기
- 요한의 콤마
- 예수와 간음한 여인

## 참고 문헌
- Carrier, Richard (2005), 《Sense and Goodness Without God: A Defense of Metaphysical Naturalism》 (영어), AuthorHouse, 160쪽, ISBN 9781452059266
- Carrier, Richard (2020). “Why Did Mark Invent an Empty Tomb?” (영어).
- Crossan, John Dominic (1998), 《The Birth of Christianity: Discovering What Happened in the Years Immediately After the Execution of Jesus》 (영어), HarperCollins, 558쪽, ISBN 9780060616601
- Crossan, John Dominic (2002), 《The Parables of Jesus》 (영어)
- Hanhart, Karel. “야후 Crosstalk2에 있었던 한 게시글.” (영어).
- Kirby, Peter (2002), 〈The Case Against the Empty Tomb〉,   Price, Robert M.; Lowder, Jeffery Jay, 《The Empty Tomb: Jesus Beyond the Grave》 (영어), Prometheus Books, ISBN 9781591022862
- Kloner, Amos (1999). “Did a Rolling Stone Close Jesus' Tomb?” (영어).
- Price, Robert M. (2001). “Jewish Law, the Burial of Jesus, and the Third Day” (영어).
- Zindler, Frank (2012). “Where Jesus Never Walked” (영어).
- 도허티, 얼 (2007), 《예수 퍼즐》, 씽크뱅크, ISBN 9788992969154